# Vassili Ajaïev
Œuvres principales
Loin de Moscou
Vassili Nikolaïevitch Ajaïev (en russe : Васи́лий Никола́евич Ажа́ев), né le 30 janvier 1915 dans le gouvernement de Moscou et mort le 27 avril 1968 à Moscou, est un écrivain de langue russe de la période soviétique. Il est connu pour son roman Loin de Moscou,, . 

## Œuvre
- 1934 : Cinq ans d'une vie (Пять лет жизни), récit
- 1948 : L'Or (Золото), recueil de nouvelles
- 1948 : Loin de Moscou (Далеко от Москвы), roman
- 1971 : Le Rendez-vous sans fin (Бесконечное свидание), roman
- 1972 : L'Introduction à la vie (Предисловие к жизни), roman
- 1988 : Le Wagon (Вагон), roman

## Récompenses
- prix Staline de 1er classe : 1949, pour le roman Loin de Moscou
- ordre du Drapeau rouge du Travail : 1965